# Роберт Адлард
Роберт Адлард (англ. Robert Adlard, 15 листопада 1915 — 22 жовтня 2008) — британський хокеїст на траві.
Срібний призер Олімпійських Ігор 1948 року.